# فيك ليندكويست
فيك ليندكويست هو لاعب هوكي الجليد كندي، ولد في 22 مارس 1908 في أونتاريو في كندا، وتوفي في 30 نوفمبر 1983 في وينيبيغ في كندا بسبب مرض قلبي وعائي.

## وصلات خارجية
- فيك ليندكويست على موقع EliteProspects.com (الإنجليزية)
- فيك ليندكويست على موقع Eurohockey.com (الإنجليزية)
- فيك ليندكويست على موقع أوليمبيديا (الإنجليزية)
- فيك ليندكويست على موقع قاعة مانيتوبا للمشاهير الرياضية (الإنجليزية)